# Casto
Casto es una localidad y comune italiana de la provincia de Brescia, región de Lombardía, con 1.907 habitantes.

## Evolución demográfica
| Gráfica de evolución demográfica de Casto entre 1861 y 2001 |
|                                                             |
| Fuente ISTAT - elaboración gráfica de Wikipedia             |